# Konstanty Ostrogski (hetman)
Konstanty Iwanowicz Ostrogski herbu własnego (ur. ok. 1460, zm. 10 sierpnia 1530) – książę, pierwszy hetman wielki litewski w latach 1497–1500 i 1507–1530, wojewoda trocki od 1522 roku, kasztelan wileński od 1511 roku, starosta upicki, namiestnik bracławski i winnicki w 1497 roku, starosta bracławski, starosta łucki w latach 1507–1522, marszałek ziemi wołyńskiej w latach 1507–1522.

## Życiorys
Za czasów króla Jana Olbrachta walczył z Tatarami, a później z Moskwą. W nagrodę za rozbicie czambułu tatarskiego w bitwie pod Oczakowem dowodzonego przez Mehmeda I Gireja otrzymał, jako pierwszy, tytuł wielkiego hetmana litewskiego. W roku 1500, w czasie wojny litewsko-moskiewskiej 1500–1503, po przegranej bitwie nad Wiedroszą, dostał się do niewoli, w której przebywał trzy lata. Idąc na udawaną współpracę z Iwanem Srogim, dostał swobodę poruszania się, którą wykorzystał do ucieczki. Król Zygmunt Stary przywrócił go na stanowisko hetmańskie. Wspomagany przez Mikołaja Firleja kontynuował wojnę z Moskwą. W 1512 wraz z hetmanem wielkim koronnym, Mikołajem Kamienieckim, pokonał Tatarów w bitwie pod Wiśniowcem.
W 1512 wybuchła wojna litewsko-moskiewska. Konstanty Ostrogski dowodził w tej wojnie połączonymi siłami polsko-litewskimi w sile 35 tys. żołnierzy. Podkomendnymi hetmana byli Jerzy Radziwiłł, przyszły hetman polny i wielki litewski, oraz Janusz Świerczowski i Witold Sampoliński, dowodzący oddziałami koronnymi. W kampanii uczestniczył także przyszły hetman wielki koronny, Jan Amor Tarnowski. Kulminacją kampanii była bitwa pod Orszą w 1514 r., w której Ostrogski odniósł druzgocące zwycięstwo nad Rosjanami.
Wraz z namiestnikiem kijowskim, Andrzejem Niemirowiczem, i starostą czerkaskim, Eustachym Daszkiewiczem, odniósł 27 stycznia 1527 zwycięstwo nad Tatarami, w bitwie pod Olszanicą, gdzie poległo 40 000 Tatarów i uwolniono 80 000 jasyru.
Fundator cerkwi: Objawienia Pańskiego w Ostrogu, Trójcy Świętej w Międzyrzeczu Ostrogskim, Zaśnięcia Matki Bożej, św. Mikołaja i św. Trójcy (znana obecnie jako część zespołu bazylianów) w Wilnie.
Konstanty Ostrogski wyznawał prawosławie i używał języka staroruskiego. Pochowany w Ławrze Peczerskiej w Kijowie.
Jeden z portretów księcia znajduje się na zamku w Nieświeżu.

## Współczesne upamiętnienie
- Od 5 października 2017 imię Konstantego Ostrogskiego nosi wspólna brygada litewsko-polsko-ukraińska[7].

## Drzewo
| Iwan Ostrogski ∞ Maria Bielska                                                                    | Semen Holszański ∞ Anastazja Zbaraska (Nieświcka)                                                 | Jan Tarnowski ∞ Barbara                                             | Szydłowiecki ∞ X                                                    | Jakub Kostka ∞ Anna Rokus von Sehfelden                             | von Eulenburg ∞ X                                                   | Jan Odrowąż ∞ Anna Jarosławska-Tarnowska                              | Konrad III ∞ Anna Radziwiłłówna                                       |
| Konstanty Ostrogski (1460-1530) herbu Ostrogski ∞ Tatiana Holszańska (+1521) herbu Hippocentaurus | Konstanty Ostrogski (1460-1530) herbu Ostrogski ∞ Tatiana Holszańska (+1521) herbu Hippocentaurus | Jan Amor Tarnowski (1488–1561) herbu Leliwa ∞ Zofia Szydłowiecka    | Jan Amor Tarnowski (1488–1561) herbu Leliwa ∞ Zofia Szydłowiecka    | Stanisław Kostka (1487–1555) herbu Dąbrowa ∞ Elżbieta von Eulenburg | Stanisław Kostka (1487–1555) herbu Dąbrowa ∞ Elżbieta von Eulenburg | Stanisław Odrowąż (+1545) herbu Odrowąż ∞ Anna mazowiecka (1498–1557) | Stanisław Odrowąż (+1545) herbu Odrowąż ∞ Anna mazowiecka (1498–1557) |
| Konstanty Wasyl Ostrogski (1526–1608) ∞ Zofia Tarnowska (1534–1570)                               | Konstanty Wasyl Ostrogski (1526–1608) ∞ Zofia Tarnowska (1534–1570)                               | Konstanty Wasyl Ostrogski (1526–1608) ∞ Zofia Tarnowska (1534–1570) | Konstanty Wasyl Ostrogski (1526–1608) ∞ Zofia Tarnowska (1534–1570) | Jan Kostka (1529–1581) ∞ Zofia Odrowążówna (1540–1580)              | Jan Kostka (1529–1581) ∞ Zofia Odrowążówna (1540–1580)              | Jan Kostka (1529–1581) ∞ Zofia Odrowążówna (1540–1580)                | Jan Kostka (1529–1581) ∞ Zofia Odrowążówna (1540–1580)                |
| Aleksander Ostrogski (1570−1603) ∞ Anna Kostczanka (Kostka) (1575−1635)                           |                                                                                                   |                                                                     |                                                                     |                                                                     |                                                                     |                                                                       |                                                                       |
| Zofia Ostrogska (1595–1622) ∞ Stanisław Lubomirski (1583–1649)                                    |                                                                                                   |                                                                     |                                                                     |                                                                     |                                                                     |                                                                       |                                                                       |

## Galeria

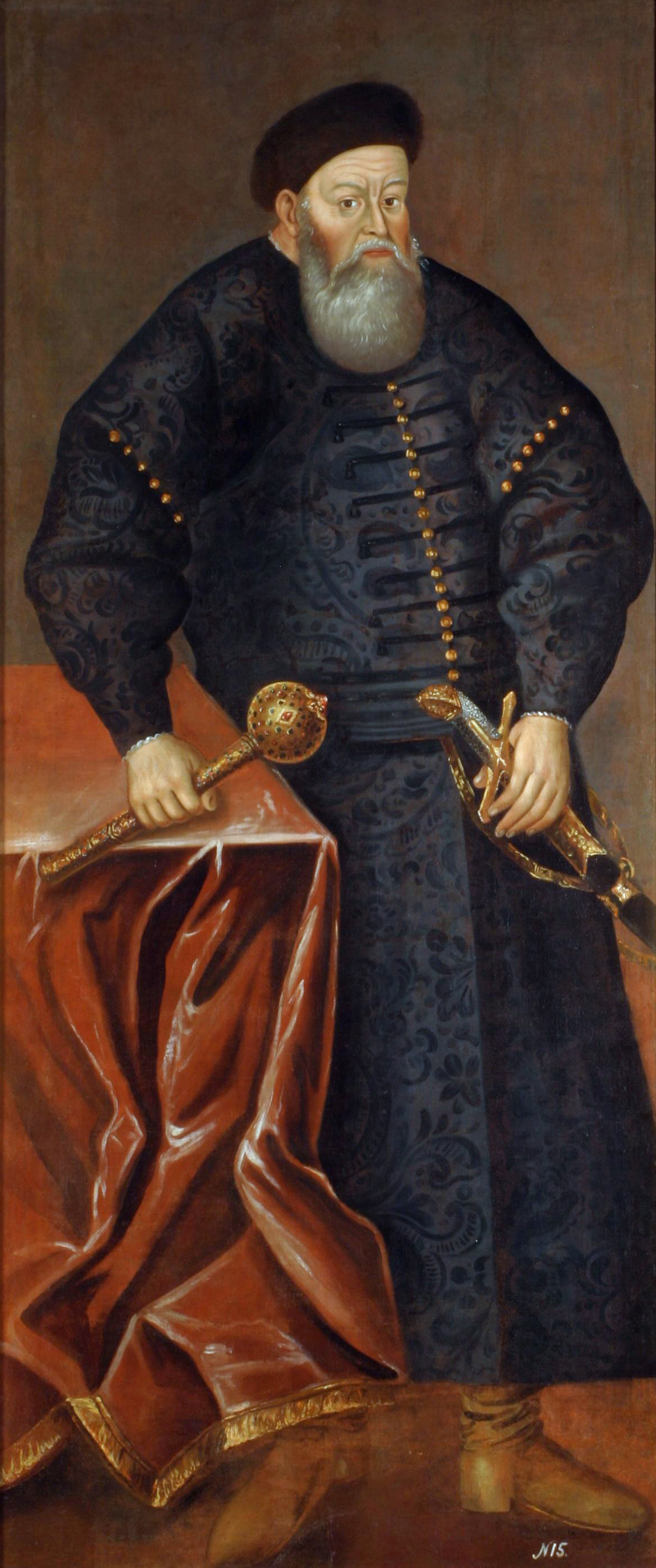
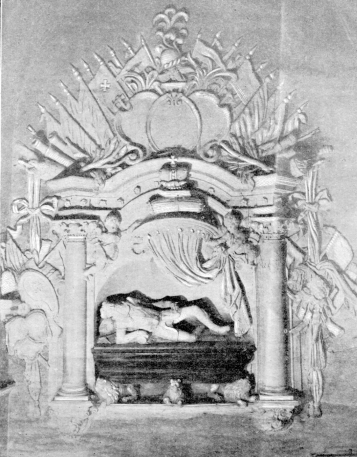
Nagrobek Konstantego w Ławrze Peczerskiej. Kijów
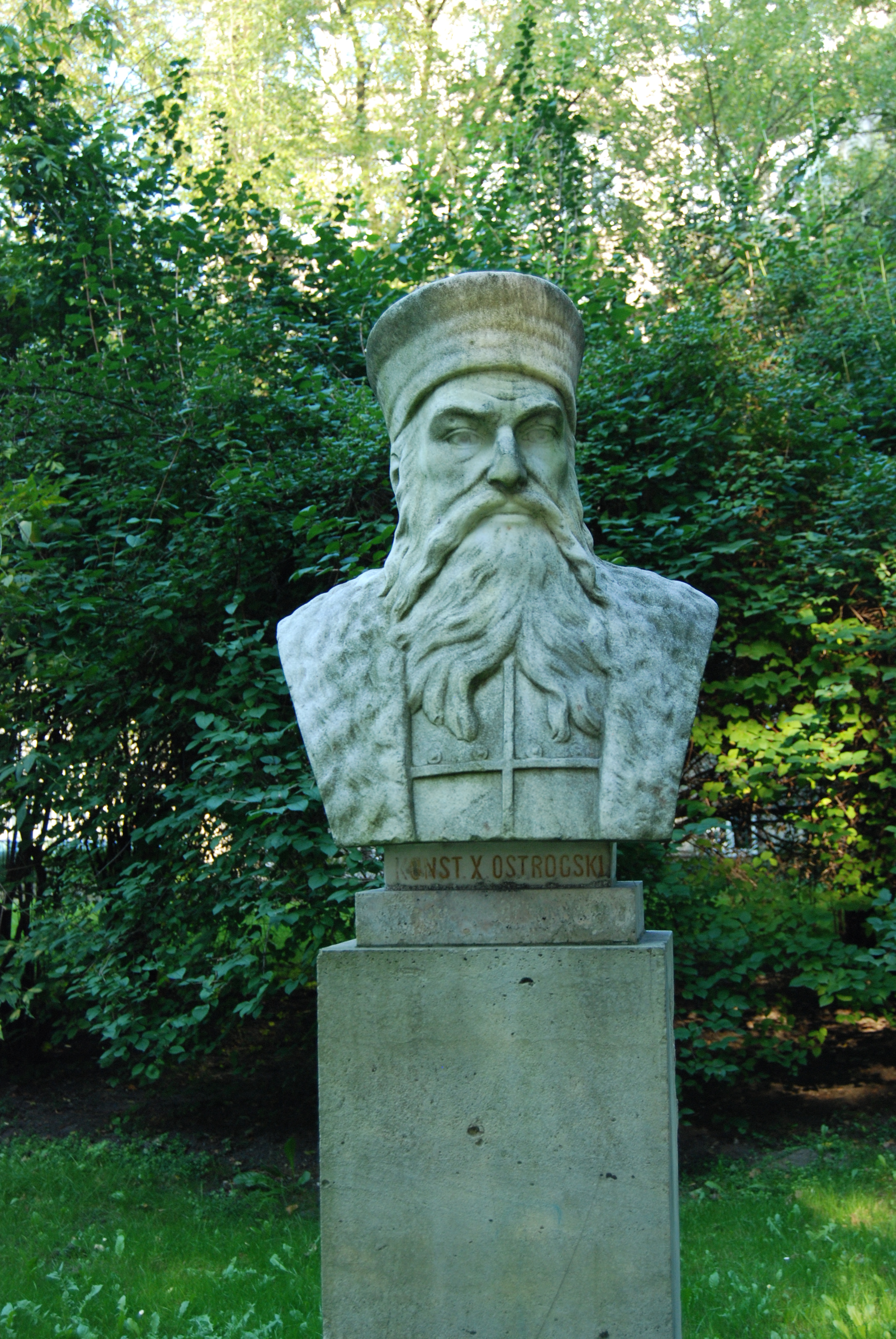
Popiersie w Parku Jordana w Krakowie